# Veřejná stráž
Stráž je v českém veřejném právu označení pro fyzické osoby se zvláštním pověřením podle speciálních zákonů, které mají status úřední osoby (do roku 2009 veřejného činitele) a v rámci kontroly dodržování speciálních zákonů mohou ukládat sankce. Tyto stráže jsou určeny převážně k dozoru nad ochranou přírody – jde o stráž lesní, mysliveckou, rybářskou a stráž přírody. 
Postavení a podmínky způsobilosti stráží, ustanovených speciálními zákony již dříve, byly s účinností od 1. ledna 2000 upraveny a sjednoceny zákonem č. 238/1999 Sb., který je novelou šesti speciálních zákonů. Kromě pěti zákonů, které jednotlivé druhy stráží ustavují, bylo novelizováno ustanovení § 89 odst. 9 trestního zákona č. 140/1961 Sb. doplněním stráží do vymezení veřejných činitelů. Od roku 2010 jde o úřední osoby podle § 127 trestního zákoníku. Podmínkou způsobilosti je věk minimálně 21 let, trestní bezúhonnost, státní občanství ČR, lékařsky potvrzená zdravotní způsobilost, svéprávnost a složení kvalifikační zkoušky a slibu stráže. 

## Historie
Do dubna 1949 byla strážní činnost upravena předpisy z dob Rakousko-Uherska. 
- § 52, odst. 4 a § 53 až 58 cís. patentu ze dne 3. prosince 1852, č. 250 ř. z., jímž se vydává nový lesní zákon,
- nařízení ze dne 2. ledna 1854, č. 4 ř. z., o vzetí do přísahy ochranného personálu lesního a dozorčího personálu mysliveckého pro službu mysliveckou,
- nařízení ze dne 1. července 1857, č. 124 ř. z., o požadavcích pro vzetí do přísahy pro ochrannou službu lesní a mysliveckou,
- zákon ze dne 16. června 1872, č. 84 ř. z., o úředním postavení strážního personálu ustanoveného k ochraně jednotlivých odvětví zemědělství,
- § 20 až 27, 29 a 30 zákona ze dne 12. října 1875, č. 76 čes. z. z., o ochraně polního majetku,
- § 19 až 25, 28 a 29 zákona ze dne 13. ledna 1875, č. 12 mor. z. z., o ochraně polního majetku,
- § 18 až 24, 27 a 28 zákona ze dne 30. června 1875, č. 21 slez. z. z., o ochraně polního majetku,
- § 178, odst. 2 zák. čl. XXIII/1885, o vodním právu,
- § 70, druhé věty vodního zákona, ve znění přílohy vládního nařízení ze dne 7. srpna 1942, č. 305 Sb.,
- § 37 až 40 zák. čl. XXXI/1879, o lesním zákonu, a nařízení č. 72.086/1895 F. M.,
- § 76 až 86 a 96 zák. čl. XII/1894, o polním hospodářství a polní policii, a § 76 až 86 prováděcího nařízení č. 48.000/1894 F. M.,
- zákon ze dne 1. května 1896, č. 53 mor. z. z., o požadavcích pro potvrzení a vzetí do přísahy strážního personálu ustanoveného k ochraně zemědělství, a 13. vládního nařízení ze dne 20. srpna 1942, č. 311 Sb., o ochranné službě myslivecké.

V právní úpravě po druhé světové válce obdobná kompetence byla svěřována přísežným hajným. Jejich postavení a činnost upravoval s účinností od 7. dubna 1949 zákon č. 86/1949 Sb., o přísežných hajných k ochraně lesů, polního majetku, myslivosti, rybářství a vodních děl a vyhláška č. 622/1949 Ú. l., kterou se určuje vzor osvědčení o ustanovení přísežných hajných k ochraně lesů, polního majetku, myslivosti, rybářství a vod a vodních děl a o jejich vzetí do přísahy. Ochranu myslivosti (ochrannou službu mysliveckou) podle § 29 a 30 Zákona č. 225/1947, o myslivosti, zajišťoval k tomu ustanovený a úředně potvrzený přísežný myslivecký personál ochranný, a to myslivecký hajný, nebo myslivecký hospodář (jímž mohl být i vlastník honitby), vyhovoval-li podmínkám stanoveným pro vzetí do přísahy pro ochrannou službu mysliveckou. 

## Druhy stráží
- lesní stráž – zákon č. 289/1995 Sb., o lesích a o změně a doplnění některých zákonů (lesní zákon).
- vodní stráž – § 23 zákona č. 130/1974 Sb., o státní správě ve vodním hospodářství, ve znění pozdějších předpisů (vyhláška č. 99/1976 Sb., o vodní stráži, účinnost od 1. 1. 1977), nahrazen s účinností od 1. 1. 2002 zákonem o vodách č. 254/2001 Sb. – tím vodní stráž zanikla
- myslivecká stráž – zákon č. 449/2001 Sb., o myslivosti, ve znění pozdějších předpisů.
- rybářská stráž – zákon č. 99/2004 Sb., o rybářství, ve znění pozdějších předpisů.
- stráž přírody (stráž ochrany přírody) – zákon č. 114/1992 Sb., o ochraně přírody a krajiny, ve znění pozdějších předpisů.
- místní stráž byla do roku 1949 náhradou dřívější místní policie

V neúspěšných a vládou nepodpořených poslaneckých návrzích zákona o horské službě v letech 1999 a 2001 bylo navrženo, aby pracovníci horské služby měli status horské stráže.
Současná snaha[kdo?][zdroj?] je přijmout jednotnou právní úpravu v oblasti veřejné stráže, tak aby byla odstraněna roztříštěnost právních úprav do různých zákonů. Avšak sporným zůstává, jestli je žádoucí, aby všechny druhy veřejné stráže byly sjednoceny do jedné kategorie.